# Lyciasalamandra flavimembris
Lyciasalamandra flavimembris är en groddjursart som först beskrevs av Mutz och Sebastian Steinfartz 1995.  Lyciasalamandra flavimembris ingår i släktet Lyciasalamandra och familjen vattensalamandrar. IUCN kategoriserar arten globalt som starkt hotad. Inga underarter finns listade i Catalogue of Life.